# Мусакка, Юаким
Юаким Мусакка (швед. Joakim Musakka; род. 4 ноября 1968, Стокгольм) — шведский хоккеист, защитник.

## Биография
Воспитанник клуба «Эльта». В первенстве Швеции дебютировал в сезоне 1987/88 в команде Дивизиона 1
«Нака». После выступлений за команды «Вита Хестен» (1990/91 — 1991/92) и «Хаммарбю» (1992/93) провёл три сезона в чемпионате Швеции в составе «Юргордена». Сезон 1996/97 отыграл команде чемпионата Финляндии «Эссят». Перед сезоном 1997/98 перешёл в команду РХЛ СКА Санкт-Петербург, став вместе с перешедшим чуть позже Райне Раухалой первым легионером в истории СКА и первым шведом в чемпионате России.
Затем играл за команды «Мальмё Редхокс» (1998/99 — 1999/2000, 2001/02), «Ревир Лёвен Оберхаузен» (Германия, 2000/01), «Лимхамн» (2001/02), «Рёдовре» (Дания, 2002/03).
После завершения хоккейной карьеры стал тренером по джиу-джитсу.